# Заярново
Зая́рново — посёлок в Усть-Кутском районе Иркутской области. Расположен на левом берегу реки Лены в 100 км северо-восточнее Усть-Кута, в 590 км севернее Иркутска (по воздуху).
Население — 386 человек (2010).
Добыча углеводородов, древесины. Сельское хозяйство.
Относится к Верхнемарковскому сельскому поселению. Глава администрации — Константин Валерьевич Власов.

## Физико-географические характеристики

### Географическое положение
Заярново расположено севернее центральной части Иркутской области в северо-восточной части Усть-Кутского района на левом берегу реки Лены. Находится в 5 км от более крупного посёлку Верхнемарково и на противоположном берегу от села Маркова.
Ближайшие города — Усть-Кут (130 км на юго-запад по автодороге), Киренск (ок. 150 км на северо-восток).
Часовой пояс — MSK+5 (UTC+8) (Иркутское время).
О климате, рельефе и почвенном покрове см.: Усть-Кутский район Иркутской области.

### Полезные ископаемые
В непосредственной близости к посёлку находится Марковское нефтегазоконденсатное месторождение. Среднегодовая добыча составляет 4 тыс. тонн нефти, 53,9 млн м³ газа, 14 тыс. тонн конденсата.

## История
К 2009 году с административной точки зрения Заярново сохраняет статус отдельного посёлка, однако имеет общую с Верхнемарковом и Марковом администрацию. Размчается на картах как самостоятельный населённый пункт. Но зачастую с точки зрения жителей — это микрорайон посёлка Верхнемарково.
См. также соответствующие разделы в статьях: Верхнемарково, Марково.

## Экономика
Большинство предприятий сельского поселения, на которых заняты и жители Заярнова, расположены в Верхнемаркове. Основной вид производственной деятельности — нефтедобыча и заготовка леса. Население также занято в подсобном хозяйстве.
Бюджетная политика проводится в рамках Верхнемарковского сельского поселения.
Подробнее см.: Верхнемарковское сельское поселение, Экономика Усть-Кутского района

## Транспорт

### Автомобильный
Вблизи села (через посёлок Верхнемарково) проходит маршрут проектируемой автодороги «Вилюй», в настоящее время фактически не существующей. Выход на федеральную сеть автодорог возможен по местной дороге из Верхнемаркова в Усть-Кут, далее по трассе Р419 из Усть-Кута в Тулун с выходом на М53.
Зимой по руслу Лены также проходит автозимник Верхнемарково — Киренск.
Автобусное сообщение отсутствует. Местной администрацией прорабатывается вопрос о запуске автобусного движения по поселковому маршруту Верхнемарково — Заярново. В планах также запуск маршрута Усть-Кут — Верхнемарково.

### Другой транспорт
- Ближайшая крупная ж.-д. станция — Лена;
- аэропорт — Усть-Кут,
- речной порт — Осетрово.

В период навигации у посёлка причаливают теплоходы типа «Заря», следующие по маршруту Осетрово — Пеледуй.

## Связь
Проводная телефонная связь. Сотовая связь — с 2008 года. Посёлок обслуживается почтовым отделением 666778, находящимся в Верхнемаркове.

## Социальная сфера
Фельдшерско-акушерский пункт. Детский сад (на 2008 год посещают 20 детей).
Остальные социальные объекты — в Верхнемаркове.